# شهرستان بستان‌آباد
شهرستان بستان آباد یکی از شهرستان‌های استان آذربایجان شرقی است. مرکز این شهرستان، شهر بستان آباد می‌باشد.
دمای مرکز این شهرستان گاهی به ۴۶- درجه سانتیگراد رسیده‌است و به همین دلیل سردترین شهر ایران لقب گرفته‌است.

## جغرافیا
بستان آباد یکی از شهرستان‌های استان آذربایجان شرقی است که در ۴۵ کیلومتری شرق تبریز در مسیر ترانزیتی تبریز-میانه و تبریز-سراب و اردبیل واقع است. این شهرستان بین شهرستان‌های تبریز و میانه واقع شده‌است و از نظر جغرافیایی بین ۴۶ درجه و ۳۰ دقیقه و ۴۷ درجه و ۱۴ دقیقه طول شرقی و ۳۷ درجه و ۳۲ دقیقه و ۳۸ درجه و ۴ دقیقه عرض شمالی قرار گرفته‌است.
ارتفاع شهرستان بستان آباد از سطح آزاد دریا۱۷۴۰ متر می‌باشد.

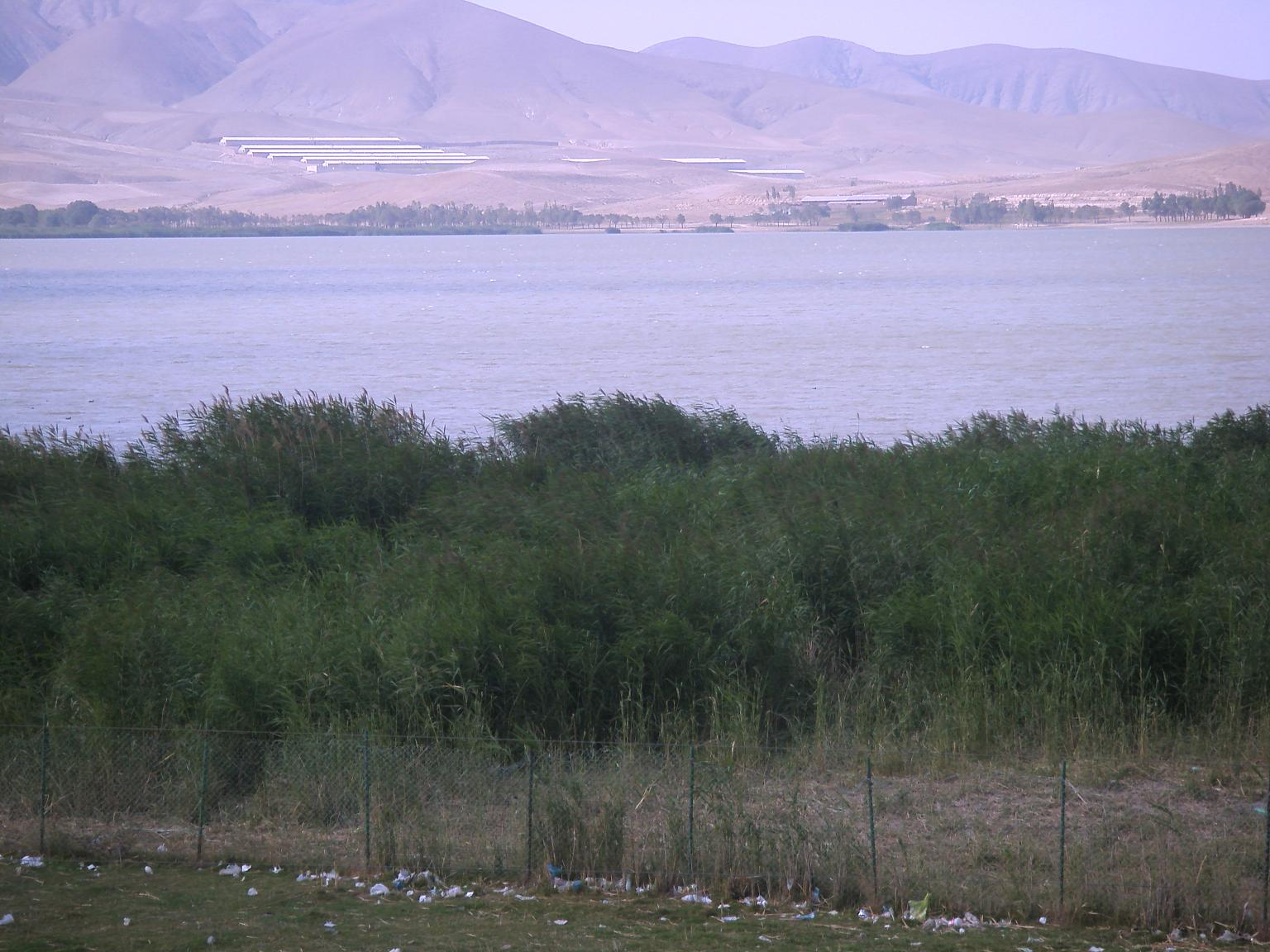
تالاب قوری‌گل؛ بستان‌آباد.

مساحت این شهرستان ۲۹۶۹–۳/۲۸۵۰ کیلومتر است که در مقایسه با مساحت کل استان ۴/۶ درصد را به خود اختصاص داده‌است.
بستان آباد شامل سه قسمت اوجان علیا، سفلا و اسکند می‌باشد که مجموعه مرکز شهرستان را تشکیل می‌دهند.

### پستی و بلندی‌ها
بستان آباد منطقه‌ایست کوهستانی که سراسر قسمت جنوبی‌اش را کوه‌های پربرف و مرتفع پوشانده‌است. شمال آن در امتداد کوه‌های بزغوش و غرب این شهرستان در امتداد کوه‌های مورو داغ به ارتفاع ۲۹۶۰ متر در دنباله کوه‌های مورو داغ و بزغوش به نام تک آلتی و گردنه معروف شیبلی قرار گرفته‌است. مرتفع‌ترین نقطه شهرستان کوه سهند به ارتفاع ۳۷۷۲ متر می‌باشد.

### ارتفاعات مهم
1. کوه سهند به ارتفاع ۳۷۷۲ متر سومین قله آذربایجان بعد از سبلان به ارتفاع ۴۸۰۰ متر و آرارات به ارتفاع ۳۹۱۳ تا ۵۱۵۴ متر می‌باشد. دامنه‌های این کوه را ۲۵ فرسنگ تخمین می‌زنند. این کوه سرچشمه رودخانه‌های اوجان، مهرانه رود، سهند و آلمالو است که عمده آب مشروب شهر تبریز از چشمه‌ها و سیلاب‌ها و ذخائر ارضی این کوه تأمین می‌گردد.
2. کوه شیبلی به ارتفاع ۱۶۵۴ متر که جاده تهران – تبریز از آن عبور می‌کند و یکی از معروفترین گردنه‌های ایران در آن واقع شده‌است.
3. کوه تک آلتی به ارتفاع ۲۵۶۰ متر در شمال آبادی شبلی واقع است که در قله آن دکل‌های رادیو و تلویزیون نصب شده‌است.
4. بیوک داغ به ارتفاع ۲۹۶۰ متر
5. قباق داغ به ارتفاع ۲۹۰۴ متر
6. آروانا داغ به ارتفاع ۲۹۵۴ متر
7. بزداغ به ارتفاع ۳۶۰۵ متر
8. کوه حیدربابا (این کوه از لحاظ زمین‌شناسی اهمیت چندانی ندارد ولی از دیدگاه اجتماعی می‌توان به اهمیت آن از نظر موردخطاب بودن ادبی در اشعار شهریار اشاره کرد. این کوه به علت قرارگیری در مسیر راه‌آهن تبریز - میانه و ترانشه برداری از آن در حد زیادی تخریب شده‌است).

### آب و هوا
آب و هوای بستان آباد به دلیل قرار گرفتن در دامنه کوهستان سهند در زمستان سرد و پربرف و در تابستان معتدل است. دمای مرکز این شهرستان گاهی به ۴۶- درجه رسیده و به این دلیل سردترین شهر ایران لقب گرفته‌است.
هوای این شهرستان شش ماه از سال خشک و شش ماه دیگر مرطوب می‌باشد. رژیم بارندگی آن دارای دو حداکثر در ماه‌های اردیبهشت و خرداد که با یک حداقل در ماه‌های تیر و مرداد قطع می‌شود؛ بنابراین اختلاف فصل بارندگی در این شهرستان زیاد می‌باشد. با توجه به کلیماتوگرام این شهرستان ملاحظه می‌کنیم که ۲ ماه خیلی خشک در خرداد و تیر و ۲ ماه خشک در شهریور و مهر و ۲ ماه نیمه خشک در آذر و آبان و ۶ ماه مرطوب از آذر الی اردیبهشت دارد متوسط بارندگی سالانه آن ۳۲۰ میلی‌متر و تبخیر آن ۲۵۰ میلی‌متر می‌باشد تبخیر حقیقی آن نسبت به بارندگی ۹۳ درصد می‌باشد. متوسط درجه حرارت آن ۸ درجه سانتی گراد می‌باشد.

### پوشش گیاهی، جنگل و مرتع
گیاهان طبیعی منطقه اغلب به علت تبدیل مراتع به زمین کشاورزی از بین رفته و مقدار کمی از آن‌ها از جمله گرافیدها و خار شتر و انواع Dietalel دیده می‌شود. در دوره‌ها و نقاط گود اطراف روستاها که آب زیرزمینی بالا و رطوبت زیاد است درختان زبان گنجشک و تبریزی و نارون دیده می‌شود.

## مشاهیر

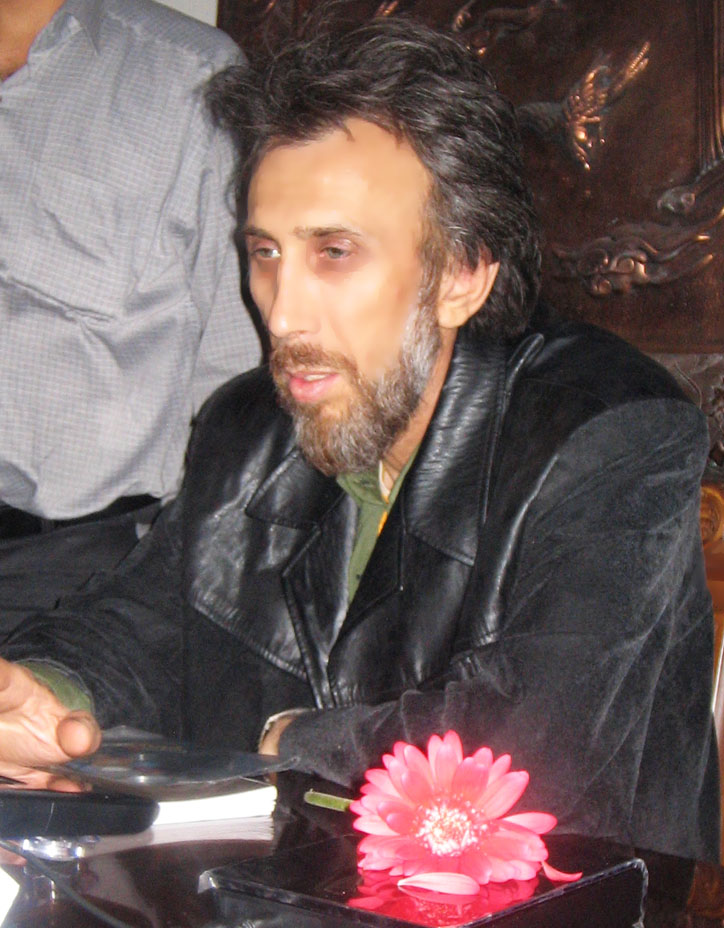
حسین شهابی کارگردان سینما

## نگارخانه

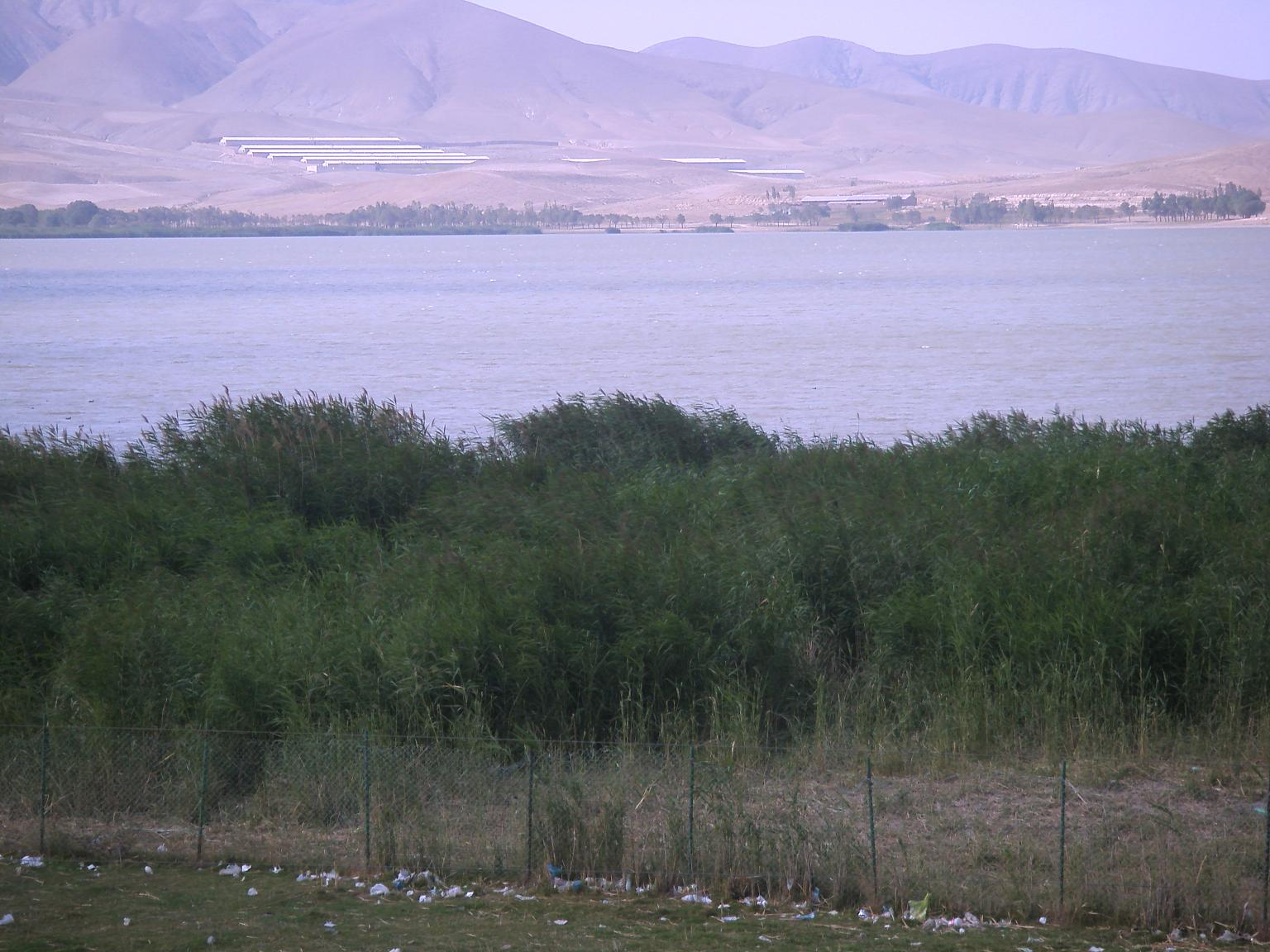
تالاب قوری‌گل، بستان‌آباد